# Tŏkch’ŏn
Tŏkch’ŏn-shi (덕천시; 德川市) ist eine Stadt in der Provinz P’yŏngan-namdo in Nordkorea. Sie besitzt 237.133 Einwohner (Stand 2008), davon lebten 112.373 in urbanen Regionen.

## Geschichte
2017 schlug bei einem Unfall eine nordkoreanische Interkontinentalrakete auf dem Gebiet der Stadt ein.

## Wirtschaft
Die Sungri-Motorenfabrik (mit zugehörigen Werkstätten) ist seit ihrer Gründung im Jahr 1950 eine der wenigen inländischen Quellen für kostengünstige Nachbauten ausländischer Personenkraftwagen und Militärlastwagen in Nordkorea und wurden durch die massiven Militarisierungskampagnen von Kim Il-sung in den 1970er und 1980er Jahren ermöglicht.
Die völlige Erschöpfung ausländischer Kredite bis Ende der 1980er Jahre führte jedoch dazu, dass das verarbeitende Gewerbe implodierte. Die Versorgung mit Stahl für die Metallbearbeitung in Sŭngri verlangsamte sich auf ein Minimum, und selbst wenn verfügbar, hatten die Produktionslinien regelmäßige Stromausfälle. Die schwere Hungersnot auf dem Land hatte auch einen Exodus hungernder Bauern in die Städte verursacht, was die Nahrungsmittelversorgung und die Arbeitsproduktivität weiter belastete. 1980 wurden in Tŏkch'ŏn 20.000 Autos und Lastwagen hergestellt, 1996 waren es nur noch 150, allesamt Armeelastwagen, von denen einige später als Raketenartillerie-Werfer modifiziert wurden.

## Infrastruktur
Die Stadt ist über eine Linie der Koreanischen Staatsbahn mit dem Rest des Landes verbunden.